# Nymphoides coreana
Nymphoides coreana là một loài thực vật có hoa trong họ Menyanthaceae. Loài này được (H. Lév.) H. Hara mô tả khoa học đầu tiên năm 1937.